# Metro Ligero
A Metro Ligero egy könnyűvasút-hálózat Spanyolország fővárosában, Madridban. A hálózat három vonalból áll, hossza 27,8 km, összesen 37 állomás található rajta. A Madridi metrót egészíti ki a három felszínen vezetett vonal, hogy Madrid olyan részeit is összekapcsolja a metróhálózattal, ahová az alagútépítés és a nagykapacitású metró kivezetése nem lenne gazdaságos. A Metro Ligero nyomtávolsága 1435 mm-es normál nyomtávolság, szemben a metró 1445 mm-ével.

## Járművek
A hálózaton 70 alacsony padlós Alstom Citadis 302 sorozatú villamos közlekedik. A madridi metróval ellentétben a vonalakon jobbkéz-szabály van érvényben. A villamosok sebessége 70 km/h. Az ülőhelyek száma 54, az állóhelyeké pedig 132.

## Képgaléria

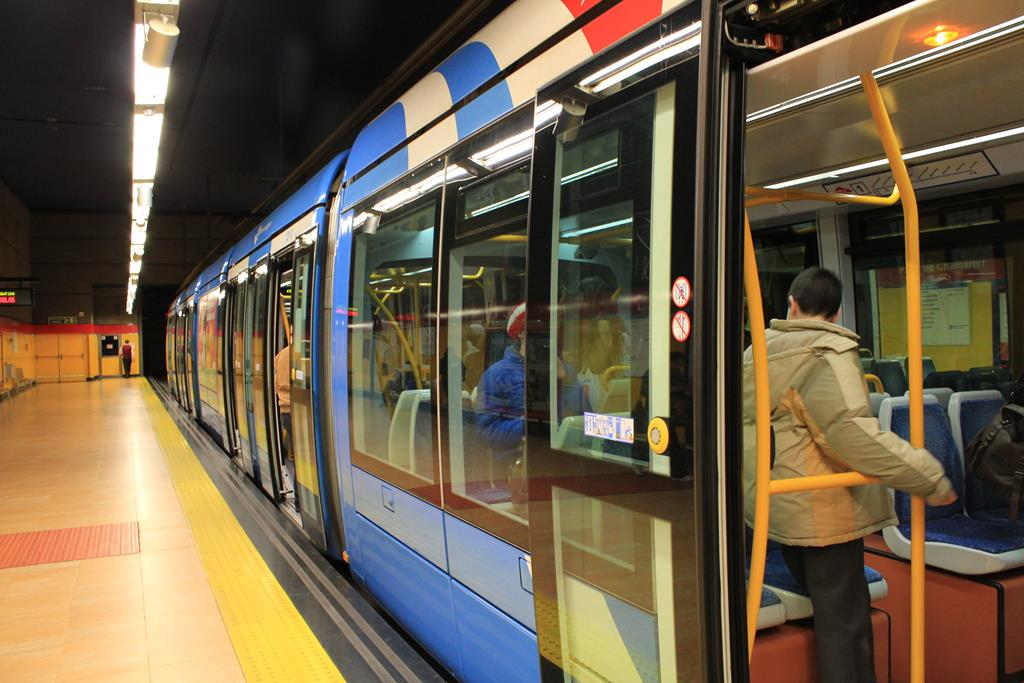
Villamos az ML-1 jelű vonalon
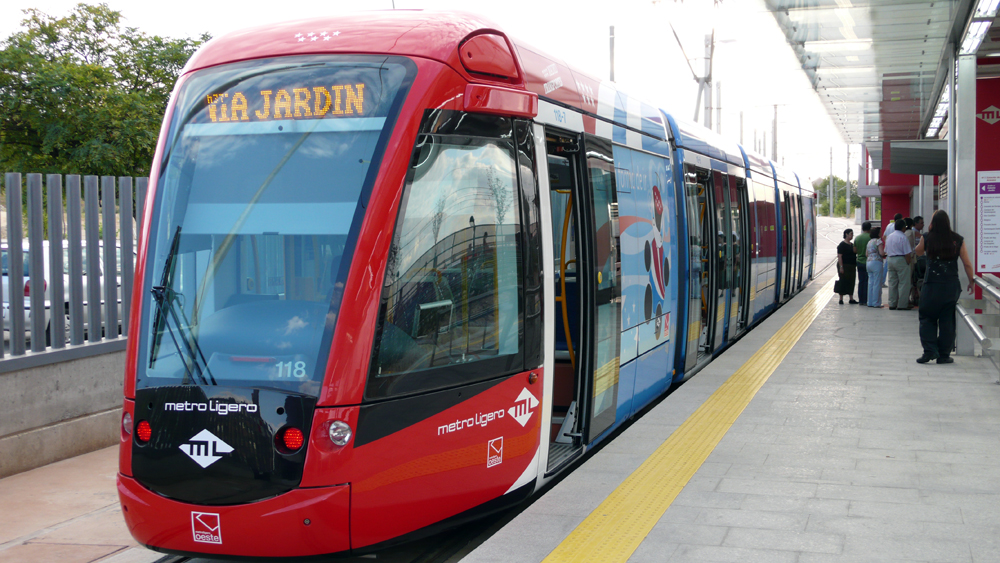
Villamos az ML-2 vonalon
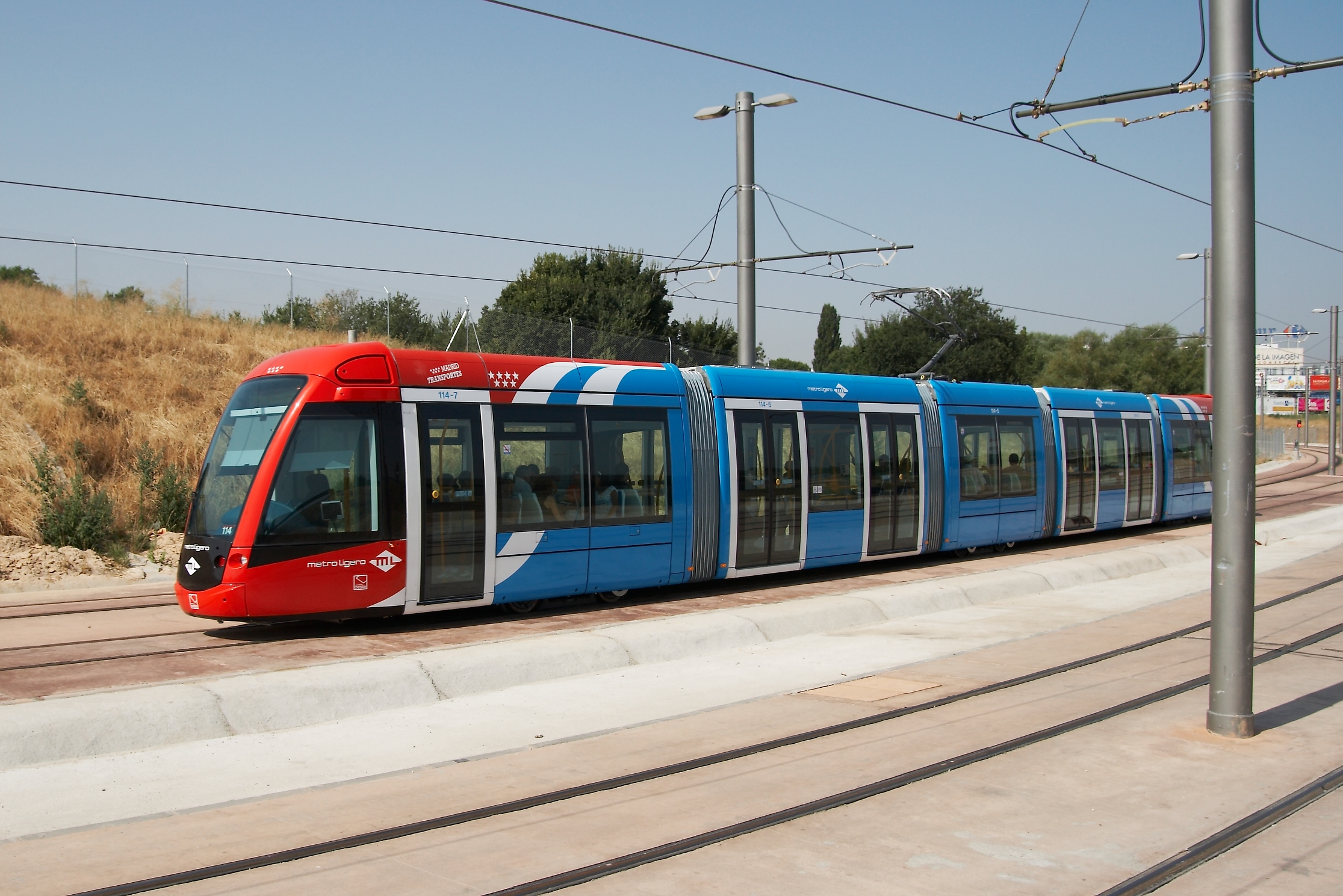
Villamos az ML-3 vonalon
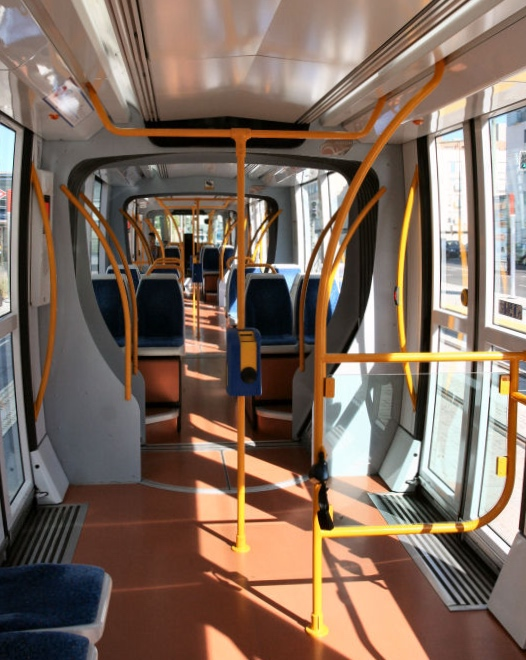
Az Alstom Citadis 302 utastere